# Eleccions parlamentàries finlandeses de 1945
Les eleccions parlamentàries finlandeses del 1945 es van celebrar els dies 17 i 18 de març de 1945. El partit més votat fou el socialdemòcrata i es formà un govern de coalició dirigit per Juho Kusti Paasikivi com a primer ministre de Finlàndia.

## Resultats
|                          |                                      |           |        |          |     |  |
| Partit                   | Partit                               | Vots      | %      | Escons   | +/– |  |
|                          | Partit Socialdemòcrata               | 425,948   | 25.08  | 50 / 200 | 35  |  |
|                          | Lliga Democràtica Popular Finlandesa | 398,618   | 23.47  | 49 / 200 | Nou |  |
|                          | Lliga Agrària                        | 362,662   | 21.35  | 49 / 200 | 7   |  |
|                          | Partit de la Coalició Nacional       | 255,394   | 15.04  | 28 / 200 | 3   |  |
|                          | Partit Popular Suec                  | 134,106   | 7.90   | 14 / 200 | 4   |  |
|                          | Partit Nacional Progressista         | 87,868    | 5.17   | 9 / 200  | 3   |  |
|                          | Partit dels Petits Grangers          | 20,061    | 1.18   | 0 / 200  | 2   |  |
|                          | Esquerra Sueca                       | 8,192     | 0.48   | 1 / 200  | 1   |  |
|                          | Partit Popular Radical               | 1,623     | 0.10   | 0 / 200  | Nou |  |
|                          | Altres                               | 3,904     | 0.23   | 0 / 200  | =   |  |
| Total                    | Total                                | 1,698,376 | 100    | 200      | =   |  |
|                          |                                      |           |        |          |     |  |
| Vots vàlids              | Vots vàlids                          | 1,698,376 | 99.31  |          |     |  |
| Invàlids / en blanc      | Invàlids / en blanc                  | 11,875    | 0.69   |          |     |  |
| Vots totals              | Vots totals                          | 1,710,251 | 100.00 |          |     |  |
| Votants Registrats       | Votants Registrats                   | 2,284,249 | 74.87  |          |     |  |
| Font: Tilastokeskus 2004 |                                      |           |        |          |     |  |